# 顧名世
顧名世（1507年—1588年），字莘夫，號龍海，直隸松江府上海縣人，匠籍，明朝政治人物。

## 生平
應天府鄉試第四名舉人。嘉靖三十八年（1559年）中式己未科會試第二百三十三名，二甲第六十九名進士。授工部主事，分司杭州南关。迁本部员外郎，历转兵部武选司郎中，迁尚宝司司丞。予告归，与兄顾名儒筑露香园。

## 家族
曾祖顧綱；祖父顧瑜，散官；父顧嶽，副千戶。前母王氏；母秦氏。永感下。兄名臣、名儒（知州）。弟名輔、名弼。